# イミソーレ30
イミソーレ30とは、2004年12月13日にエマが発売した完全告知型のストックタイプ4号機パチスロ機（沖スロ）。ビッグボーナス時にリール部を埋め尽くす巨大なハイビスカス図柄がかなりのインパクトを与える。
「オリジナル」「ゴールデンビスカス」「琉球水軍」「チョコバット」「プレミアムビスカス」「レッドオーシャン」「ビッグビスカス」の7種類のパネルが用意されている。保通協における形式名は同じ。
2018年1月に入り､台湾の電子遊技場市場向けとして本機が新台として再販され、同時に｢台湾バージョン｣と謳われる仕様の基盤が販売された｡

## ボーナス
放出されるボーナスはビッグボーナスおよびレギュラーボーナス。放出比率は3:1。レギュラーボーナス時はハマリモードに移行せず、192ゲーム以内のゲーム数が選択されやすい。

## ボーナス放出契機
本機は複数のモード毎にRT（リプレイタイム）テーブルが設定されており、基本はRTゲーム数の消化により解除される。最大天井ゲーム数は1092ゲーム。
- 小役（チェリー）による解除（解除率は角チェリー1/256、中段チェリー1/2）
- 純ハズレ (1/65536）

## モード
- 通常モード：設定1～3と設定4～6の2種類のテーブルがある。最大天井1092ゲーム。
- ハマリモード：全設定共通。ほぼ天井付近のゲーム数が選択される。最大天井1092ゲーム。
- 引き戻しモード：全設定共通。最大天井192ゲーム。
- 連チャンモードA：全設定共通。最大天井64ゲーム。
- 連チャンモードB：全設定共通。最大天井64ゲーム。
- 爆連モード：全設定共通。最大天井32ゲーム。
- 超爆連モード：全設定共通。最大天井16ゲーム。

爆連モードへはビッグボーナス時のJACハズレ (1/256の確率で発生）の1/8もしくは通常時の約1/7000で突入する（通称クラッシュモード）。
また、超爆連モードはサンゴ役4連続でその準備モードに移行する。

## 告知

### タイミング
告知は次のタイミングで発生する。
- レバーオン時
- ウェイトが切れた時
- 第1リール停止時
- BETボタン押下若しくはメダル投入時

### 演出パターン
基本はリール左上にあるハイビスカスが点灯するが、これにいくつかのパターンが組み合わされることがある。
- 告知と同時に「ピピピ」という告知音
- 告知と同時にリール枠消灯（「ピピピ」の告知音と重複することもある）
- 告知・消灯と同時に銅鑼の音や波の音等
- 第3リール停止ボタン押下時に4つめの停止音（告知前演出であり、次BET時もしくは次ゲーム時に告知が発生）

また、告知時に併せて右ドットパネルでハイビスカスが表示される。ハイビスカスは左右の向きがあり、左向きの場合はビッグボーナス確定。